# La patrie dal Friûl
La patrie dal Friûl és un revista en furlà, fundat a Udine el 24 de febrer de 1946 per Felix Marchi i Josef (Bepo) Marchet, d'aparició setmanal. Juntament amb Il diari, són les úniques publicacions periòdiques en furlà. Rep el nom en honor de la Pàtria del Friül, l'antic estat friülà medieval. Un dels propòsits des de l'inici era la creació d'una llengua friülana oficial i comprensible en tota la regió. Va parèixer amb el nom Patrie dal Friûl, sfuej setemanal indipendent (sense l'article definit) de 1946 a 1965. Després d'una interrupció de tretze anys va tornar als quioscs el 1978 com mensual, sota el seu nom actual.
El primer director en va ser l'advocat Vitorio Gasparet. De 1948 a 1953 el director va ser Lelo Cjanton, però l'ànima del diari era Josef Marchet, qui hi va publicar part de les seves obres, així com la del grup poètic Risultive i el Lineamenti di grammatica friulana. Felix Marchi en va ser director del 1953 al 1977, i l'aparició del diari va esdevenir mensual. Antoni Beline va ser director de 1977 a 1988; Federico Rossi i Federico Gubian de 1988 a 1999, i Beline tornarà a ser director del 1999 fins a la seva mort el 2007. Va ser succedit per Dree Venier i Dree Valcic. Junts amb altres entitats 2014 va publicar una moció dirigida al nou govern regional del Friül-Venècia Júlia, per exigir la normalització, la protecció i la promoció del friülà.